# Estivareilles (Loara)
Estivareilles – miejscowość i gmina we Francji, w regionie Owernia-Rodan-Alpy, w departamencie Loara.
Według danych na rok 1990 gminę zamieszkiwało 558 osób, a gęstość zaludnienia wynosiła 25 osób/km² (wśród 2880 gmin regionu Rodan-Alpy Estivareilles plasuje się na 1094. miejscu pod względem liczby ludności, natomiast pod względem powierzchni na miejscu 415.).

## Galeria

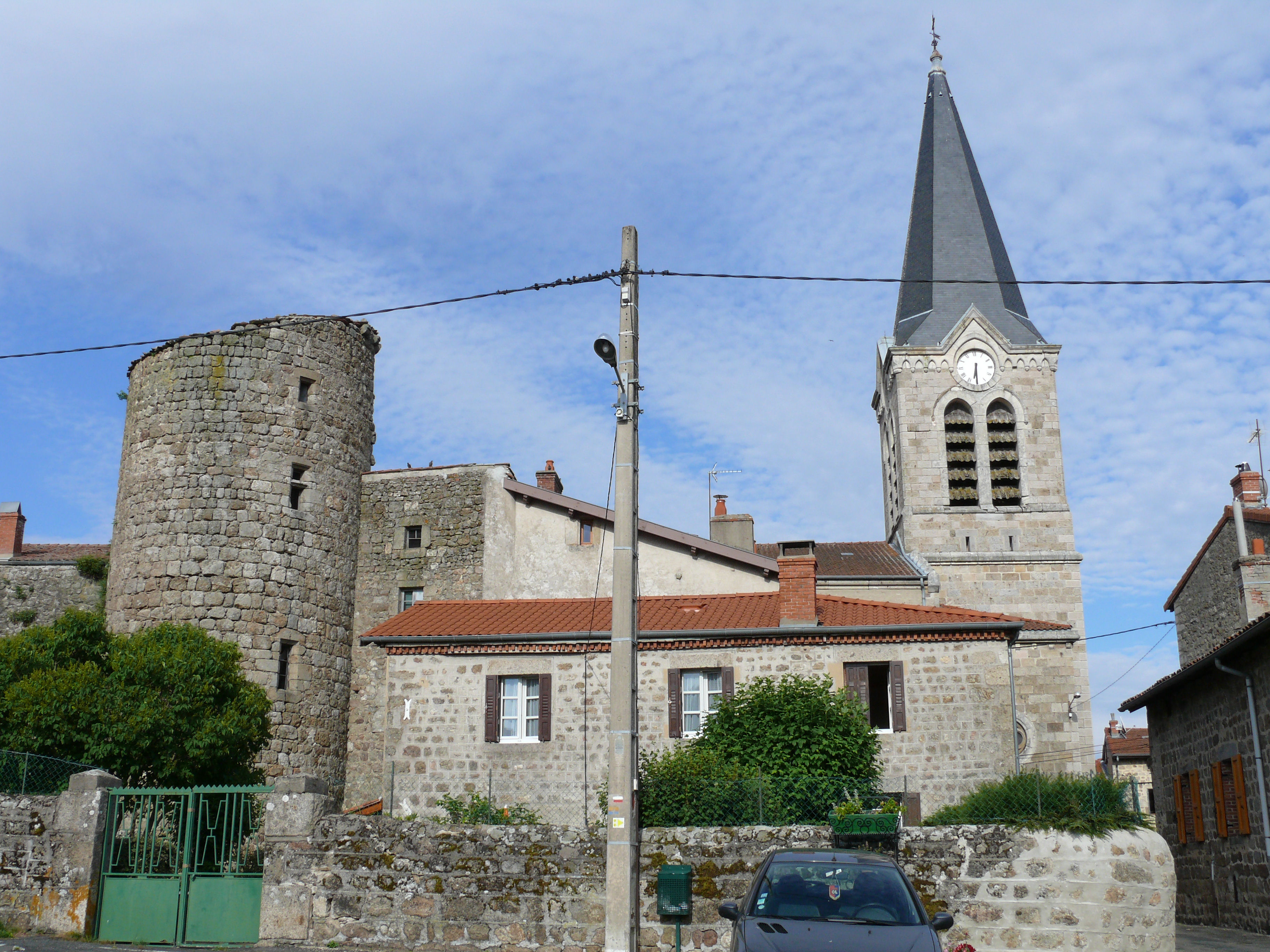
Kościół w Estivareilles, 2009
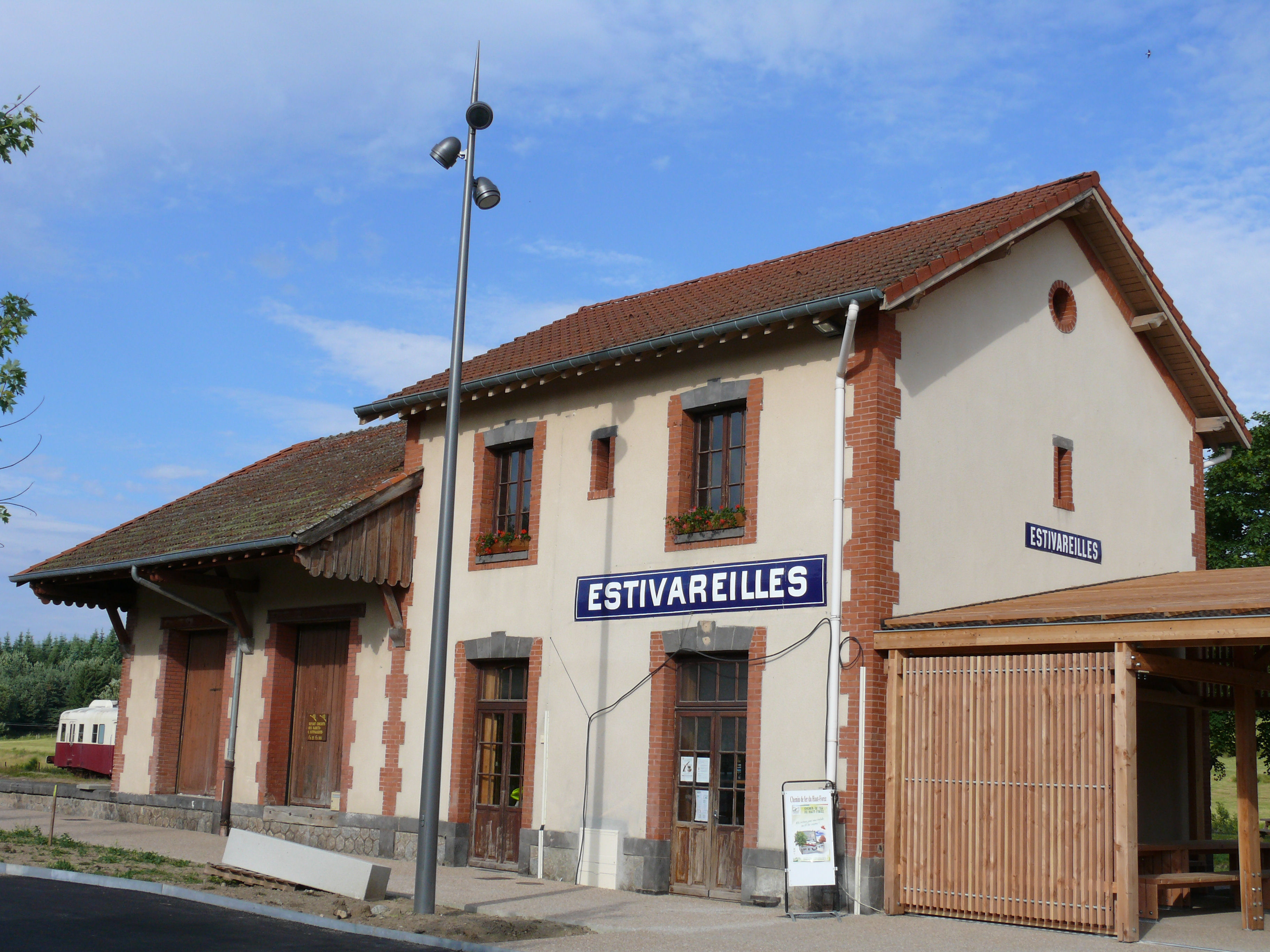
Stacja kolejowa w Estivareilles, 2009